# La Doua
La Doua est un campus situé sur un ancien camp militaire dans la commune de Villeurbanne, au nord-est de l'agglomération lyonnaise. Il est bordé par le parc de la Tête-d'Or et le tennis-club de Lyon à l'ouest, par le Rhône et le parc de la Feyssine au nord/nord-est, et enfin par Villeurbanne et le 6e arrondissement de Lyon au sud. Il constitue le plus grand site universitaire de l'agglomération lyonnaise avec une superficie de 100 hectares.
Il regroupe principalement l'université Claude-Bernard -Lyon-I, trois écoles d'ingénieurs : l'INSA Lyon, Polytech Lyon et CPE Lyon, mais aussi l'École nationale supérieure des sciences de l'information et des bibliothèques et différents IUT. Le campus est également l'un des principaux sites de recherche lyonnais avec près de 2 000 chercheurs travaillant dans des domaines tels que les mathématiques, la physique, la chimie, la biologie, l'informatique… L'interconnexion des différentes entités présentes sur ce campus est réalisé par le réseau Rocad.
Au total, le site de la Doua regroupe 30 000 personnes, représentant près de 40 % du potentiel scientifique lyonnais, avec 700 salariés d'entreprises, 1 500 doctorants, 25 000 étudiants et 2 500 personnels administratifs.
La Doua a pendant longtemps été considérée comme une petite ville dans la ville. Depuis quelques années, la Communauté urbaine de Lyon et la mairie de Villeurbanne s'efforcent d'ouvrir le campus sur l'extérieur. À titre d'exemple, les barrières ont été enlevées, les rues du campus ont été nommées et le tramway pénètre dans le domaine universitaire. À l'est du campus se trouve la nécropole nationale de la Doua, un grand cimetière militaire de la Seconde Guerre mondiale où sont enterrés des soldats étrangers venus combattre pour la France.

## Étymologie
La Doua est un ancien terme utilisé pour désigner un bassin, une fontaine, un lavoir public ou un petit cours d’eau. Un cours d’eau du département de la Meuse porte le nom de la Doua.

## Histoire du site

### Premières utilisations du site et création
Le site abritait un camp militaire nommé Grand Camp et son champ de manœuvre, et qui prit le nom du lieu et devint la caserne de la Doua. Créée au XIXe siècle, elle fut longtemps affectée à la cavalerie avant de passer à l'arme blindée.
Le lieu est utilisé comme lieu d'exécution par l'occupant allemand durant la Seconde Guerre mondiale ; en septembre 1945, 77 corps de résistants furent retrouvés au pied d'une butte ; aujourd'hui nommée la « Butte des fusillés ». Autour de celle-ci, est construite en 1954, la nécropole nationale de la Doua, un cimetière militaire qui se trouve à l'est de l'actuel campus.
Le campus est créé à partir de 1957 et dessiné par l'architecte Jacques Perrin-Fayolle, et occupe 100 hectares  à l'emplacement d'un ancien hippodrome et du camp militaire de La Doua.

### Radio Lyon-La Doua
Fin juillet 1914, à la veille de la Première Guerre mondiale, le gouvernement français décide d'implanter une nouvelle station radiotélégraphique longue distance pouvant se substituer à la tour Eiffel, trop proche des attaques allemandes. La mission est confiée au général Ferrié. Le génie sélectionne un grand terrain plat de 40 ha prélevé sur le camp miliaire. Le ministre de la Guerre, Adolphe Messimy ordonne la réaffectation de matériel télégraphique, en partance depuis Marseille vers Saïgon et Tombouctou vers le site de La Doua. Le transfert et le montage sont confiés au capitaine François Péri (1870-1938), chef du service de radiotélégraphie d’Indochine. Il sera assisté dans la construction de cette station par l'ingénieur Émile Girardeau, fondateur de la société française radio-électrique (SFR), avec l'aide technique de Joseph Béthenod, ingénieur de cette société. Le capitaine Péri recrute des clochards, des ajournés et des réformés dans Lyon et sa banlieue. Les constructions de 8 pylônes d'une hauteur de 125 mètres tenus par 13 câbles de 750 mètres et de la station de 150 kilowatts sont terminées le 16 septembre 1914. Les premières communications avec la Russie ont lieu le 29 septembre 1914, et continuent pendant les deux années suivantes avec les puissances alliées, Serbie, Roumanie et Russie. Des bâtiments définitifs en maçonnerie sont construits en 1916. En 1917, les 8 pylônes sont remplacés par 2 pylônes de 200 mètres et 6 pylônes de 180 mètres et les émetteurs à étincelles sont remplacés par un émetteur à arc. Les communications avec l'Amérique sont maintenant possibles,,.
L'administration des P.T.T. récupère la station fin 1921. Des émetteurs à lampes sont installés pour une longueur d'onde de 3 500 mètres, permettant des liaisons avec toute l'Europe. Deux émetteurs ondes courtes de 15 et 45 mètres sont ajoutés en 1930,.
La première émission de Radio Lyon-La Doua a lieu le 19 octobre 1922 par un concert avec un pianiste, un violoncelliste et un flutiste. À partir de 1923, la radio émet deux heures d'émissions propres, et relaie en complément des émissions parisiennes. En 1925, elle se développe grâce à la nouvelle association des Amis de la Doua, et de l'appui d'Édouard Herriot, maire de Lyon et président du Conseil. Les studios sont bientôt installés quai Jules-Courmont, puis cours Gambetta. La diffusion a lieu de 6 h 50 à 23 h, avec des émissions en propre en soirée et le dimanche. Dans ces émissions, interviennent des personnalités régionales comme le médecin Léon Bérard, le juriste André Philip ou le géographe André Allix. Le 15 juin 1932, l'alpiniste Roger Frison-Roche parle en direct depuis le mont Blanc. La station possède son propre orchestre, dirigé par Jean Waersegers (1895-1938) et qui comptera jusqu'à 43 musiciens.
Fin août 1944, les pylônes de 1917 sont détruits par les allemands en retraite. En 1945, trois émetteurs ondes longues et douze émetteurs ondes courtes sont construits.
Les pylônes de 1945 sont démontés en 1960 et remontés à Saint-André-de-Corcy.
L'alternateur de 20 kHz conçu par Bethenod et Latour, avec une fréquence de fonctionnement de 3000 tours par seconde et qui a permis le fonctionnement de Radio Lyon-La Doua, est conservé au Musée Ampère à Poleymieux au-Mont-d'Or.

### Projet de modernisation des années 2010
(novembre 2014).
En 2010 est débloquée la somme de 300 millions d'euros pour la modernisation du campus. Le financement est assuré par une partie de la dotation en capital faite par l'État dans le cadre du plan campus. Le campus doit être restructuré en cinq quartiers scientifiques thématiques, et plusieurs constructions neuves sont prévues.
Les travaux doivent créer un campus de Haute qualité environnementale, avec des installations prévoyant des systèmes de chauffage fonctionnant aux énergies renouvelables, de récupération des eaux de pluie, et de mise en place de mode de transports doux.

## Institutions

Bibliothèque de l'INSA sur le campus de la Doua.

Outre l'université Claude-Bernard-Lyon-I, plusieurs grandes écoles sont implantées sur le campus : l'INSA Lyon, CPE Lyon, Polytech Lyon et l'Enssib.
À noter également la présence de la délégation régionale 7 du CNRS et du CETIAT (Centre technique des industries aérauliques et thermiques).
Le campus compte également plusieurs structures dédiées à l'incubation de jeunes entreprises et à la valorisation de la recherche comme Atlas, Insavalor ou encore EZUS Lyon.

## Services étudiants
Le site accueille de nombreux étudiants dans ses résidences : la capacité d'accueil est de 3 200 lits dans les dix résidences de l'INSA, 1 000 lits dans les deux résidences universitaires gérées par le CROUS, et de nombreux autres dans les résidences privées. Le campus dispose de multiples services de restauration dont deux restaurants universitaires Puvis de Chavannes et Jussieu, mais aussi des lieux de détentes (équipements sportifs, bars, salles de spectacles...).